# Canton de Magny-en-Vexin
Le canton de Magny-en-Vexin est une ancienne division administrative française, située dans le département du Val-d'Oise et la région Île-de-France.

## Composition
Le canton de Magny-en-Vexin comprenait vingt-six communes jusqu'en mars 2015 :
| Nom                        | Code Insee | Intercommunalité        | Superficie (km2) | Population (dernière pop. légale) | Densité (hab./km2) |
| -------------------------- | ---------- | ----------------------- | ---------------- | --------------------------------- | ------------------ |
| Magny-en-Vexin (chef-lieu) | 95355      | CC Vexin - Val de Seine | 14,02            | 5 574 (2014)                      | 398                |
| Aincourt                   | 95008      | CC Vexin - Val de Seine | 10,03            | 925 (2014)                        | 92                 |
| Ambleville                 | 95011      | CC Vexin - Val de Seine | 7,96             | 398 (2014)                        | 50                 |
| Amenucourt                 | 95012      | CC Vexin - Val de Seine | 8,70             | 210 (2014)                        | 24                 |
| Arthies                    | 95024      | CC Vexin - Val de Seine | 7,40             | 284 (2014)                        | 38                 |
| Banthelu                   | 95046      | CC Vexin - Val de Seine | 8,10             | 145 (2014)                        | 18                 |
| Bray-et-Lû                 | 95101      | CC Vexin - Val de Seine | 3,71             | 975 (2014)                        | 263                |
| Buhy                       | 95119      | CC Vexin - Val de Seine | 6,86             | 320 (2014)                        | 47                 |
| Charmont                   | 95141      | CC Vexin - Val de Seine | 3,83             | 27 (2014)                         | 7                  |
| Chaussy                    | 95150      | CC Vexin - Val de Seine | 14,56            | 608 (2014)                        | 42                 |
| Chérence                   | 95157      | CC Vexin - Val de Seine | 8,47             | 161 (2014)                        | 19                 |
| Genainville                | 95270      | CC Vexin - Val de Seine | 10,50            | 545 (2014)                        | 52                 |
| Haute-Isle                 | 95301      | CC Vexin - Val de Seine | 2,57             | 290 (2014)                        | 113                |
| Hodent                     | 95309      | CC Vexin - Val de Seine | 4,37             | 229 (2014)                        | 52                 |
| La Chapelle-en-Vexin       | 95139      | CC Vexin - Val de Seine | 3,61             | 331 (2014)                        | 92                 |
| La Roche-Guyon             | 95523      | CC Vexin - Val de Seine | 4,61             | 446 (2014)                        | 97                 |
| Maudétour-en-Vexin         | 95379      | CC Vexin - Val de Seine | 6,55             | 198 (2014)                        | 30                 |
| Montreuil-sur-Epte         | 95429      | CC Vexin - Val de Seine | 7,15             | 431 (2014)                        | 60                 |
| Omerville                  | 95462      | CC Vexin - Val de Seine | 11,98            | 310 (2014)                        | 26                 |
| Saint-Clair-sur-Epte       | 95541      | CC Vexin - Val de Seine | 12,18            | 981 (2014)                        | 81                 |
| Saint-Cyr-en-Arthies       | 95543      | CC Vexin - Val de Seine | 3,89             | 242 (2014)                        | 62                 |
| Saint-Gervais              | 95554      | CC Vexin - Val de Seine | 13,18            | 954 (2014)                        | 72                 |
| Vétheuil                   | 95651      | CC Vexin - Val de Seine | 4,30             | 849 (2014)                        | 197                |
| Vienne-en-Arthies          | 95656      | CC Vexin - Val de Seine | 3,76             | 440 (2014)                        | 117                |
| Villers-en-Arthies         | 95676      | CC Vexin - Val de Seine | 8,25             | 492 (2013)                        | 60                 |
| Wy-dit-Joli-Village        | 95690      | CC Vexin - Val de Seine | 8,37             | 318 (2014)                        | 38                 |

## Histoire
- De 1833 à 1848, les cantons de Limay et de Magny-en-Vexin avaient le même conseiller général. Le nombre de conseillers généraux était limité à 30 par département[1].

## Représentation

### Conseillers généraux de 1833 à 1967 (Seine-et-Oise) et de 1967 à 2015 (Val-d'Oise)
| Période           | Période          | Identité                                              | Étiquette                      | Qualité |
| ----------------- | ---------------- | ----------------------------------------------------- | ------------------------------ | --- |
| 1833              | 1842             | Jean Germain Feuilloley                               |                                | Ancien commissaire de marine à Rochefort |
| 1842              | 1848             | Guillaume Feuilloley (fils du précédent)              |                                | Propriétaire et juge de paix à Magny-en-Vexin |
| 1848              | 1871             | Etienne Germain Feuilloley                            |                                | Juge de paix, maire de Magny-en-Vexin, conseiller d'arrondissement |
| 1871              | 1877             | Charles Germain Bachelier                             | Droite                         | Cultivateur, maire de Banthelu |
| 1877              | 1883             | Charles Champy                                        | Républicain                    | Propriétaire, maire de Bray-et-Lû |
| 1883              | 1885 (décès)     | Charles Germain Bachelier                             | Droite                         | Maire de Banthelu |
| 1886              | 1907             | Louis Alexandre Lalande                               | Rad.                           | Notaire - Maire de Magny-en-Vexin, conseiller d'arrondissement |
| 1907              | 1925             | Maurice Guesnier                                      | URD                            | Propriétaire exploitant - Maire de Blamécourt (1884-1920) Maire de Magny-en-Vexin (1920-1927) Propriétaire rue Saint-Guillaume à Paris Député (1910-1914) Sénateur (1920-1927) |
| 1925              | 1937             | Romain Mauhourat                                      | Rad.                           | Infirmier, propriétaire rue Blanche à Paris, maire d'Arthieul, conseiller d'arrondissement                                                                                     |
| 1937              | 1940             | Gaston Réaubourg (1879-1952)                          | Rad.ind.-PSF                   | Pharmacien à Paris Maire de Vétheuil Nommé conseiller départemental en 1943 |
|                   |                  |                                                       |                                | |
| 1945              | 1954 (démission) | Paul Zarifian (1902-1995)                             | SFIO puis Ind. (proche du RPF) | Comptable, imprimeur, maire de Haute-Isle |
| 26 septembre 1954 | 1961             | Robert Baron                                          | RGR                            | Notaire Maire de Magny-en-Vexin |
| 1961              | 1967             | Louis Jourdan du Mazot Le Rat de Magnitot (1923-1973) | DVD                            | Maire de Saint-Gervais |
| 1967              | 1998             | Gilbert Picard                                        | RI puis UDF-PR                 | Directeur technico-commercial Maire de Magny-en-Vexin (1967-1995) |
| 1998              | 2015             | Jean-Pierre Muller                                    | PS                             | Enseignant retraité Ancien Conseiller régional Maire de Magny-en-Vexin depuis 2001 Vice-Président du Conseil Général Elu en 2015 dans le Canton de Vauréal                     |

### Conseillers d'arrondissement (de 1833 à 1940)
Le canton de Magny avait deux conseillers d'arrondissement jusqu'en 1928.
Il appartenait à l'arrondissement de Mantes-la-Jolie.
| Période                                  | Période      | Identité                                     | Étiquette | Qualité |
| ---------------------------------------- | ------------ | -------------------------------------------- | --------- | --- |
| 1833                                     | 1845         | Marie Louis Bellet (1785-1864)               |           | Notaire, maire de Magny                                                                                     |
| 1833                                     | 1839         | M. Roussel                                   |           | Propriétaire à Magny                                                                                        |
| 1839                                     | 1848         | Louis François Alfred Platel                 |           | Notaire à Magny                                                                                             |
| 1845                                     | 1848         | Etienne Germain Feuilloley                   |           | Juge de paix, maire de Magny                                                                                |
| 1848                                     | 1852         |                                              |           | |
| 1848                                     | 1852         |                                              |           | |
| 1852                                     | 1858         | M. Donon                                     |           | Conseiller municipal de La Roche-Guyon                                                                      |
| 1852                                     | 1856 (décès) | Nicolas Alexandre Trognon (1798-1856)        |           | Maire de Hodent                                                                                             |
| 1856                                     | 1867         | M. Cartier                                   |           | Propriétaire à Chaussy                                                                                      |
| 1858                                     | 1871         | Pierre Etienne Modeste Finet                 |           | Maire de Vétheuil                                                                                           |
| 1867                                     | 1871         | François Auguste Théodore Prévôt (1824-1909) |           | Notaire, maire de Magny (1863-1873)                                                                         |
| 1871                                     | 1880         | Charles Revelle                              |           | Propriétaire, maire d'Aincourt (1865-1879)                                                                  |
| 1871                                     | 1880         | M. Donon                                     |           | Propriétaire à La Roche-Guyon                                                                               |
| 1880                                     | 1883         | Pierre Alexandre Trognon                     |           | Meunier, maire de Hodent                                                                                    |
| 1880                                     | 1889         | Simon-Ernest Pinard                          |           | Propriétaire, maire d'Ambleville                                                                            |
| 1883                                     | 1886         | Louis Alexandre Lalande                      | Radical   | Notaire, maire de Magny                                                                                     |
| 1886                                     |              | Eugène Seyeux                                |           | Propriétaire du domaine de La Feuge, maire d'Arthies                                                        |
| 1889                                     | 1895         | M. Gauthier                                  |           | Docteur en médecine à Magny-en-Vexin                                                                        |
| 1895                                     | 1919         | Léon-Alexandre Dourdan                       |           | Maire de Vétheuil                                                                                           |
| 1910                                     | 1919         | Théophile Tricot                             |           | Maire de Chaussy, Président de la société des jeunes soldats                                                |
| 1919                                     | 1922         | Emmanuel Florent Guy (1851-1923)             |           | Notaire, maire d'Ableiges (1892-1919)                                                                       |
| 1919                                     | 1922         | M. Lafosse                                   |           | Conseiller municipal de Saint-Gervais                                                                       |
| 1922                                     | 1925         | Robert Mauhourat                             | Radical   | Infirmier à Paris, propriétaire à Arthieul                                                                  |
| 1922                                     | 1928         | François Albert                              |           | Propriétaire à Saint-Clair-sur-Epte                                                                         |
| Oct.1925                                 | 1928         | M. François                                  | Radical   | Propriétaire à Ambleville                                                                                   |
| 1928                                     | 1940         | Octave Toussaint                             | RG-URD    | Maire de Magny-en-Vexin                                                                                     |
| 1931                                     | 1940         | M. Chauchat                                  | RG-URD    | Maire de Chaussy                                                                                            |
| 1940                                     |              |                                              |           | Les conseils d'arrondissement ont été suspendus par la loi du 12 octobre 1940 et n'ont jamais été réactivés |
| Les données manquantes sont à compléter. |              |                                              |           | |

## Démographie
| 1962   | 1968   | 1975   | 1982   | 1990   | 1999   | 2006   | 2011   | 2012   |
| ------ | ------ | ------ | ------ | ------ | ------ | ------ | ------ | ------ |
| 10 119 | 10 472 | 11 284 | 12 414 | 13 982 | 15 679 | 16 226 | 17 088 | 16 967 |